# Jeklena krona Romunije
Jeklena krona Romunije, znana tudi kot Jeklena krona, je kraljeva kona nekdanje Kraljevine Romunije. Ulita je bila iz cevi turškega topa, zajetega med romunsko osamosvojitveno vojno, v bitki pri Plevni 30. avgusta 1877. Jeklo je kot simbol hrabrosti romunskih vojakov namesto zlata izbral Karel I.

## Nastanek

### Izbira oblike
Predsednik vlade Dimitrie Brătianu je naročil V. A. Urechii, ki je bil tedaj minister za kulturo in javni pouk, z naslovom št. 468 dne 11. aprila 1881, da bi vodil komisijo, ki so jo sestavili Alexandru Odobescu , Bogdan Petriceicu Hașdeu in Grigore Tocilescu. Komisija naj bi se sestala 13. aprila, da bi določila "obliko krone Štefana Velikega in žezla Mihaela Hrabrega". Preko formulacije tega cilja je jasno razvidno, da naj bi oblika bodoče krone temeljila na zgodovinskem modelu. Dimitrie Brătianu je Urechii dal na voljo tudi sedem kopij slik iz Narodnega muzeja, ki naj bi bile vir navdiha za komisijo. Razprave komisije so bile povzete v zapisniku, v katerem je bilo ugotovljeno sledeče:
1. Oblika krone bi bila podobna kronama Mircee Starejšega in Aleksandra Dobrega. Slednja vladarja sta nosila krono romunsko-bolgarskega tipa Asenov.[2]
2. Theodor Aman bi izdelal skico, pri čemer bi za model uporabil dokumente, ki so mu na voljo.[2]
3. Aman naj bi prav tako naredil skico kraljevega žezla po zahodnih modelih, ki jih je reproduciral dr. Bcsek z dodatkom državnih insignij.[2]

Zapisnik komisije so podpisali Theodor Aman, B. P. Hasdeu in V. A. Urechia.45 x 27,5 cm velika skica Theodorja Amana, na kateri je poleg krone upodobljeno tudi žezlo gotskega sloga, je bila narejena s črnilom. Danes je skico mogoče videti med eksponati Muzeja Theodorja Amana. Žezlo ima dolg ročaj šesterokotnega preseka. Na eni strani je moldavski orel, na drugi pa mutenski orel, ki ga obkroža krona. Na dnu so prikazani delfini Dobrudže, regije, ki jo je Romunija pridobila v vojni za neodvisnost. Na desni strani je grb Moldavije. V spodnjem levem delu plošče je s konico peresa fino skicirana krona.
3. ali 15. maja se je kralj Karel I. po dveh dneh počitka v Sinaji vrnil v Bukarešto, kjer je na mizi v palači Cotroceni prejel jekleno krono. Kot je zapisal v spominih je „sestavljena iz obroča, na katerem se dviga osem polobel, ki podpirajo kraljevski globus s »Križem (prečkanja) Donave«; njena oblika je oblika sodobnih kraljevih kron; v notranjosti je prevlečena z rdečim žametom, iz katerega zelo dobro izstopa bleščeče jeklo ... Neumorni podpolkovnik Dimitrie Pappasoglu, privrženec kulturalizacije in informiranja s podobami ter demokratizacije umetnosti s poceni litografijami, dostopnimi vsem, je izdal znamko s to krono."
- Razvoj koncepta krone od Ivana Asena II. do akvarela ter končne izvedbe
- Ivan Asen II., mutensko-bolgarski vladar
- Mircea I., vlaški vojvoda
- Aleksander Dobri, moldavski vojvoda
- Coroana regală, akvarel Theodora Amana

Čeprav je bila vlada naklonjena zelo dragi in razkošni kroni, si je kralj Karel I. želel krono, polno preprostosti in prizemljenosti. K tej zamisli ga je spodbudil njegov oče, princ Karel Anton. 19. aprila 1881 mu je poslal pismo, v katerem je svojemu sinu predložil dobro argumentiran memorandum glede kron in obreda kronanja, ki ga mora opraviti, upoštevajoč dejstvo, da je romunska monarhija brez tradicije, mlada ter sodobna.

### Avtorji in končna oblika
Jekleno krono so po projektu Theodorja Amana izdelali študentje in poklicni vojaki Bukareštskega vojaškega arzenala. Izdelani so bili trije skoraj enaki modeli. Eden izmed njih, katerega obroč se je od drugih dveh razlikoval, je ostal v muzeju nedokončan. Druga krona je bila postavljena na jabolko, ki ga nosi orel na vrhu kamnitega stebra na Karlovi aveniji. Tretji model je tisti, ki ga je prejel kralj Karol I. in je bil 10. maja 1881 posvečen v Bukarešti. Sestavljen je iz sprednjega obroča z osmimi lilijami in osmimi biseri, okrašenimi z vzorci dragih kamnov, vseh stiliziranih v jeklu. Osmim lilijam se na vrhu krone pridružuje križ »Prečkanje Donave«. Krona tehta 1115 gramov in je izdelana iz sprednjega dela cevi topa kalibra 90 mm, izdelanega pri F. Wöhlertu v Berlinu. V spomin na velika dejanja države in Karla I. je na kroni pod podpisom sultana Abdula Hamida II., vnuka Mahmuda II., napisan naslednji napis: 
DIN ACEST TVN LVAT DE OASTEA ROMÂNEASCĂ LA PLEVNA ÎN XXVIII NOEMVRIE MDCCCLXXVII S'A LUCRAT ÎN ARSENAL COROANA DE OCEL A REGELUI ROMÂNIEI CAROL I - X MAI MDCCCLXXXI.
(Iz tega topa, ki ga je romunska vojska zajela v Plevni 28. novembra 1877, je bila v arzenalu izdelana Jeklena krona romunskega kralja Karla I. - 10. maj 1881)
 Top je bil do zaprtja shranjen v muzeju Arsenal, nato pa je bil prestavljen v današnji Nacionalni vojaški muzej v Bukarešti.

## Nosilci krone
Kralju Karlu I. je bila Jeklena krona ponujena v 10. maja 1881 kraljevi palači ob praznovanju njegovega kronanja in razglasitve kraljevine Romunije.
- V kraljevem grbu Romunije je jeklena krona zavzemala osrednje mesto, nad modrim ščitom
- Od leta 2016 je krona zopet prisotna v grbu Romunije, tokrat nad orlovo glavo

Ob slovesnih priložnostih so ga nosili vsi romunski kralji, začenši s kronanjem leta 1881. Romunski kralj Ferdinand I. ga je nosil na svojem kronanju v Alba Iulii. Mihaela I. je z isto krono okronal in mazilil za kralja romunski patriarh Nicodim Munteanu, v patriarhalni stolnici v Bukarešti, prav na dan njegovega drugega vzpona na prestol, 6. septembra 1940. Krona je bila med letoma 1881 in 1947 tudi v državnem grbu, od 11. julija 2016 pa je ponovno sestavni del grba.

## Romunska kulturna dediščina
Danes je Jeklena krona reprezentativen del romunske kulturne dediščine in je razstavljena v zgodovinski zakladnici Nacionalnega zgodovinskega muzeja Romunije v Bukarešti. Verodostojno kopijo krone je mogoče najti tudi na gradu Peleș. Ob razglasitvi kraljestva je Carol I. uvedel Red romunske krone, drugi romunski nacionalni red, in v uredbi o določitvi odlikovanja določil, da mora biti majhna krona v sredini medalje izdelana iz jekla istega zajetega topa.
- Jeklena krona Romunije
- Jeklena krona Romunije (levo) ter krona kraljice Elizabete Romunske (desno)
- Krona kraljice Marije Romunske
- Replika Jeklene krone na pogrebu Mihaela I.